# 德木楚克 (阿巴噶部)
德木楚克（？—1725年），博尔济吉特氏，阿巴噶部人，清朝蒙古王公，别里古台的二十四代孙，毛里孩十二代孙，阿巴噶扎萨克郡王沙克沙僧格次子。
德木楚克初授二等台吉。康熙二十九年（1690年），跟随清军在乌兰布通（今赤峰市附近）击败准噶尔汗国噶尔丹，获其牧群。康熙三十五年（1696年），随康熙帝再征噶尔丹，充向导。康熙三十六年（1697年），奉命赴察罕陀罗海，宣谕青海部长由镇海堡朝觐康熙皇帝。晋升为一等台吉。康熙五十四年（1715年），封辅国达尔汉公。康熙六十一年（1722年），晋升为镇国公。雍正二年（1724年），晋升为固山贝子。